# Observatoire de la dynamique solaire
Solar Dynamics Observatory • SDO
L'Observatoire de la dynamique solaire, en anglais : Solar Dynamics Observatory (SDO), est un observatoire solaire développé par l'agence spatiale américaine, la NASA, dont le lancement a lieu le 11 février 2010. Sa mission s'inscrit dans le programme Living With a Star  (« Vivre avec une étoile »), consiste à développer notre connaissance du Soleil, en particulier des caractéristiques qui affectent la Terre et l'espace proche de celle-ci. SDO doit étudier les changements de son activité et contribuer à déterminer l'origine des variations de l'activité du Soleil dans le but de mieux les anticiper. Pour y parvenir, les instruments embarqués collectent des données sur la structure du champ magnétique du Soleil et sur les processus à l'origine du stockage et de la libération de l'énergie magnétique.
Le satellite de plus de 3 tonnes circule sur une orbite géosynchrone qui lui permet d'observer en permanence le Soleil et de transférer les données en temps réel sans avoir à les stocker. SDO embarque trois instruments. L'ensemble de caméras AIA fournit une image dans 10 bandes spectrales dont 9 dans l'ultraviolet toutes les 0,75 seconde du disque solaire avec un pouvoir de résolution inférieur à la seconde d'arc. L'instrument EVE mesure l'énergie solaire dissipée par le Soleil dans l'ultraviolet (0,1 à 105 nm) avec une grande résolution spectrale et temporelle. L'instrument HMI cartographie l'intensité et la direction du champ magnétique solaire à la surface du Soleil.
La mission primaire est renouvelée au bout de 5 ans et il est désormais prévu que SDO fonctionne durant 10 ans. Le coût de la mission primaire, y compris les opérations en vol, est évalué à 850 millions de dollars américains.

## Contexte

### Historique
Plusieurs missions spatiales ayant pour objectif l'étude de l'activité solaire précèdent Solar Dynamics Observatory (SDO). On peut citer notamment le laboratoire spatial Skylab, dont les équipages effectuent les premières études du Soleil depuis l'espace, la mission japonaise Yohkoh (1991), SoHO (1995), premier observatoire spatial ayant effectué des études approfondies du Soleil, TRACE (1998) et TIMED (2001). Mais les instruments utilisés par ces observatoires solaires ne permettent pas de mettre en relation l'évolution du champ magnétique solaire et les manifestations visibles de l'activité solaire (éruption solaire, éjection de masse coronale...). Il leur manque une caméra capable d'effectuer des photos à cadence rapprochée de la couronne solaire dans des longueurs d'onde correspondant à des températures s'étendant de celle de la chromosphère (10 000 kelvins) à celle d'une éruption solaire (2 millions K). Pour comprendre les processus à l'œuvre il est nécessaire de disposer d'images couvrant tout le disque solaire avec une résolution d'environ 1 seconde d'arc.
L'instrument SEE embarqué à bord du satellite TIMED de l'agence spatiale civile américaine, la NASA, démontre que l'étude depuis l'orbite de la Terre du rayonnement ultraviolet extrême émis par le Soleil (1-122 nanomètres) permet de disposer d'informations pertinentes sur l'activité du Soleil. Une première proposition de mission spatiale baptisée SONAR, sur la base de l'expérience acquise avec les instruments MDI de SoHO et le réseau terrestre GONG est proposée par les scientifiques. C'est une version révisée de ce projet, considéré comme arrivé à maturité, qui est retenu pour devenir la première mission du programme Living With a Star (LWS).

### Le programme Living With a Star
Le programme LWS a pour objectif d'expliquer sur le plan scientifique les processus liés à l'activité solaire qui sont susceptibles d'affecter notre vie et le fonctionnement de la société. L'objectif final est de parvenir à anticiper l'évolution des caractéristiques du milieu interplanétaire et de l'environnement terrestre liée aux changements affectant l'activité solaire, c'est-à-dire de prédire la météorologie de l'espace. Cette étude scientifique se rattache à l'héliophysique, science qui étudie le système composé du Soleil, de son héliosphère et des objets qui interagissent notablement avec lui. Le programme LWS fait partie du programme International Living With a Star (ILSWS) qui coordonnent les travaux des chercheurs et les organisations chargées de surveiller la météorologie de l'espace. Plusieurs autres missions du programme Living With a Star sont lancées par la suite. La deuxième mission lancée en 2012 sont les Van Allen Probes (RBSP) chargées d'étudier les processus d'accélération des électrons à haute énergie dans les ceintures de radiation de la Terre. Les missions Parker (2018), et Solar Orbiter (2020) - une mission de l'Agence spatiale européenne à laquelle la NASA participe en fournissant des instruments - étudient les processus d'échauffement de la couronne solaire et d'accélération du vent solaire en circulant sur une orbite proche du Soleil tout en étant largement écartée du plan de l'écliptique.

### Spécifications et construction du satellite (2000-2009)

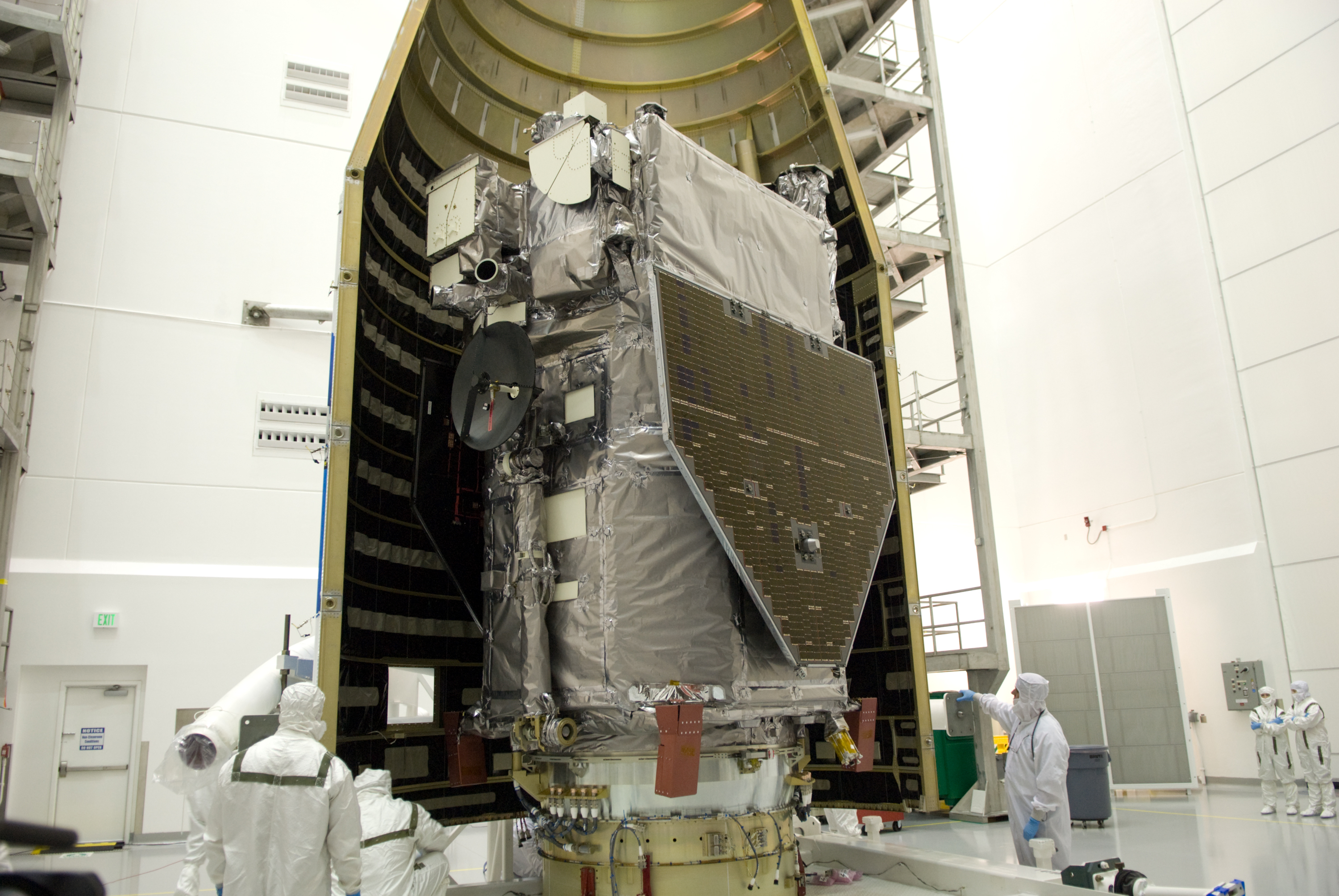
SDO en cours d'installation sous la coiffe de son lanceur.

Une équipe scientifique est formée en novembre 2000 pour définir les objectifs de la future mission. Elle produit un cahier des charges en juillet 2001. Sur la base de cette étude la NASA lance en janvier 2002 un appel à propositions pour la réalisation des instruments scientifiques. Les équipes chargées du développement de HMI et EVE sont sélectionnées en août 2002 tandis que l'équipe responsable d'AIA est sélectionnée en novembre 2003. Le centre de vol spatial Goddard, centre de recherche de la NASA, est chargé de la construction du satellite. Les instruments sont réalisés par l'université Stanford (Palo Alto), le laboratoire d'astrophysique solaire de Lockheed Martin (Palo Alto) et l'université du Colorado à Boulder. La construction et les tests de l'observatoire spatial s'achèvent en juin 2009.

## Objectifs de la mission SDO
SDO doit permettre de comprendre comment et pourquoi le champ magnétique du Soleil change. Il doit déterminer comment le champ magnétique du Soleil est généré et quelle est sa structure ainsi que comment l'énergie magnétique stockée est libérée dans l'héliosphère et l'environnement spatial proche de la Terre. Les données recueillies par SDO et leur analyse nous aident à prévoir les changements de l'activité solaire qui ont une influence sur la vie terrestre et sur les systèmes techniques mis en œuvre par l'humanité.
SDO mesure les caractéristiques du Soleil et de l'activité solaire. Les instruments de l'engin spatial observent peu de caractéristiques mais ils effectuent beaucoup de mesures. La mission contribue à répondre aux sept questions suivantes :
- Comment le flux magnétique des régions actives apparaît-il, se concentre-t-il puis se disperse-t-il à la surface du Soleil ?
- Comment les reconnexions du champ magnétique à petite échelle se traduisent-elles par des modifications de la topologie du champ magnétique à grande échelle ?
- Dans quelle mesure contribuent-elles à réchauffer la couronne et à accélérer le vent solaire ?
- Où surviennent les variations d'irradiance dans l'ultraviolet lointain et dans quelle mesure celles-ci sont-elles liées aux cycles de l'activité magnétique ?
- Quelles configurations du champ magnétique aboutissent-elles aux éjections de masse coronale et éruptions solaires à l'origine des particules énergétiques et des radiations ?
- Est-ce que la structure et la dynamique du vent solaire près de la Terre découlent de la configuration du champ magnétique et de la structure de l'atmosphère à proximité de la surface du Soleil ?
- Dans quelles circonstances l'activité solaire s'accroît-elle et est-il possible d'effectuer des prévisions précises et fiables de la météorologie de l'espace et du climat ?

## Déroulement de la mission

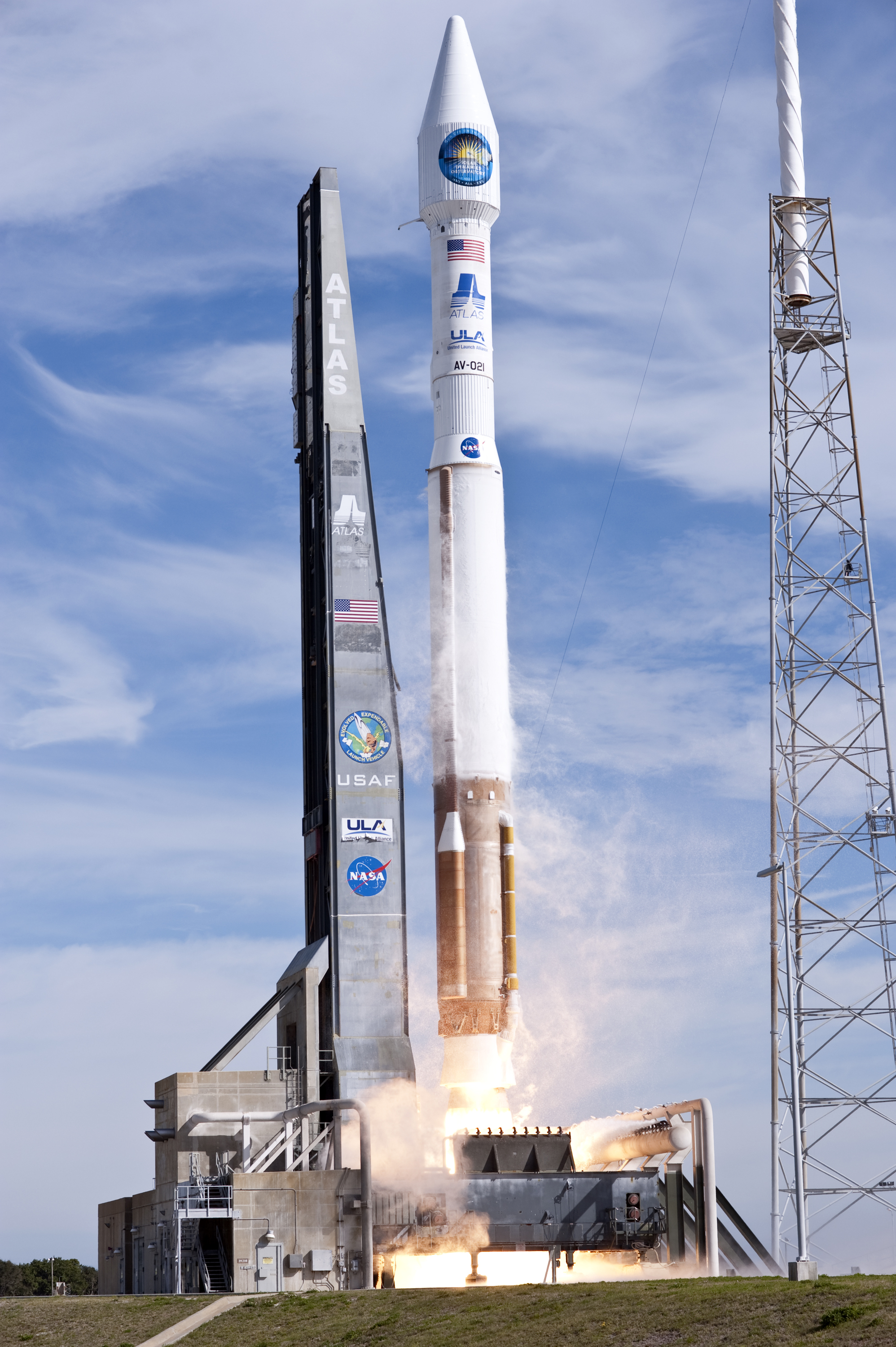
Lancement de l'Atlas V série 401 le 11 février 2010 emportant l'observatoire de la dynamique solaire.

SDO est lancé le 11 février 2010 par un lanceur Atlas V 401 depuis le complexe de lancement 41 de la base de Cap Canaveral en Floride. Le lanceur injecte l'observatoire solaire sur une orbite de transfert (8 800 km x 41 700 km avec une inclinaison orbitale de 28°). Après déploiement de ses panneaux solaires et vérification du fonctionnement de ses équipements le satellite utilise sa propulsion principale pour gagner son orbite géosynchrone finale (altitude 35 800 km et longitude 102° Ouest). La mission primaire est de 5 ans. Comme prévu, elle est prolongée de 5 ans.

## Caractéristiques techniques du satellite
SDO est un satellite de 4,5 mètres de haut sur 2 mètres de largeur et de profondeur pesant 3,1 tonnes. L'instrumentation scientifique représente 290 kg et le satellite embarque 1 450 kg d'ergols. Le satellite est stabilisé sur 3 axes avec ses instruments pointés en permanence vers le Soleil. L'énergie est fournie par deux panneaux solaires d'une superficie de 6,5 m2 qui fournissent 1 540 watts (rendement de 16%). L'énergie excédentaire est stockée dans des accumulateurs lithium ion d'une capacité de 156 A-h. Une fois déployés ils portent l'envergure à 6,25 mètres. La propulsion principale utilisée pour placer le satellite en orbite géosynchrone est un moteur-fusée à ergols liquides R-4D d'Aerojet de 490 newtons de poussée brûlant un mélange hypergolique de UDMH et de peroxyde d'azote. Huit petits moteurs-fusées Ampac de 22 N de poussée alimentés par 4 circuits indépendants. Ils sont utilisés pour corriger l'orbite et maintenir l'orientation du satellite. Organisés sous forme pyramidale, trois d'entre sont suffisants pour maintenir l'orientation. Le contrôle d'attitude utilise principalement 4 roues de réaction Goodrich fournissant un couple de 70 N m. L'orientation est déterminée à l'aide de 16 capteur solaires grossiers d'Adcole, un capteur solaire digital (DSS) d'Adcole, deux viseurs d'étoiles de Galileo Avionica et une centrale à inertie utilisant trois gyroscopes à 2 axes de Kearfott. Les capteurs solaires en deux ensembles indépendants de 8 détecteurs. Dans le mode d'orientation le plus basique, un seul de ces ensembles est suffisant pour maintenir l'orientation du satellite,.
Le satellite est placé sur une orbite géosynchrone inclinée ce qui permet à la fois un transfert à haut débit pratiquement continu des données collectées vers une station terrestre unique et une observation du soleil presque continue, interrompue seulement par des éclipses périodiques durant 2 à 3 semaines lors du passage aux équinoxes. Les données scientifiques sont transférées aux stations terrestres en bande Ka de manière continue avec un débit de 130 mégabits par seconde,.

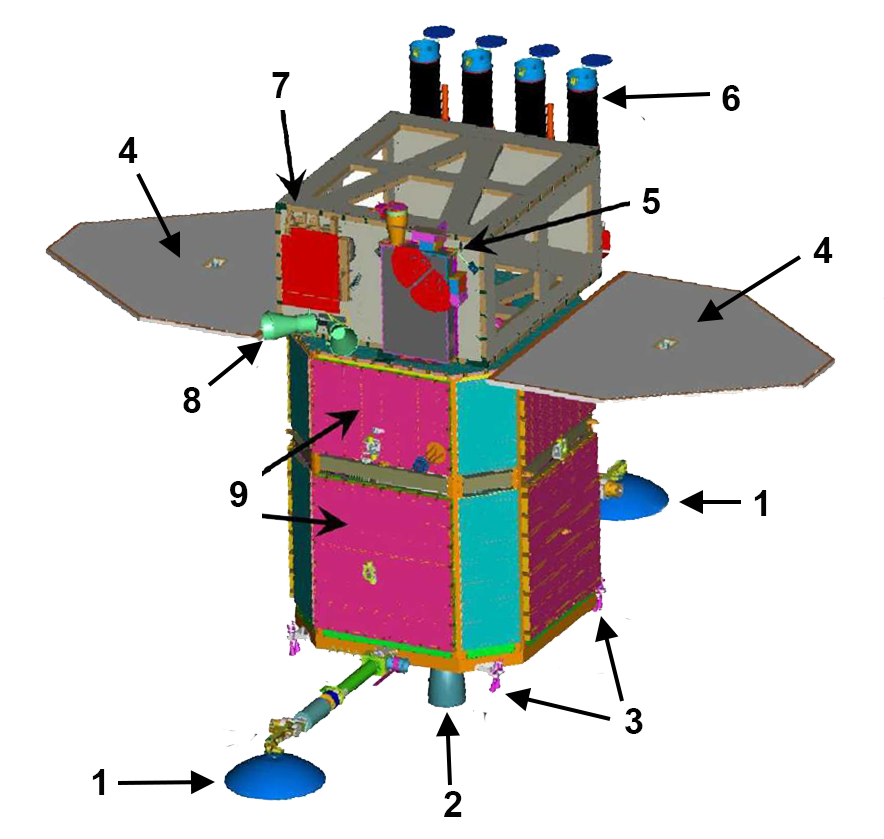
Schéma de SDO : 1 Antenne grand gain orientable - 2 : Propulsion principale - 3 : Fusées-moteurs de correction de l'orientation et de l'orbite - 4 : Panneaux solaires - 5 : Instrument HMI - 6 : Instrument AIA - 7 : Instrument EVE - 8 : Viseurs d'étoiles - 9 : Panneaux d'accès aux équipements de la plate-forme.

## Instruments scientifiques

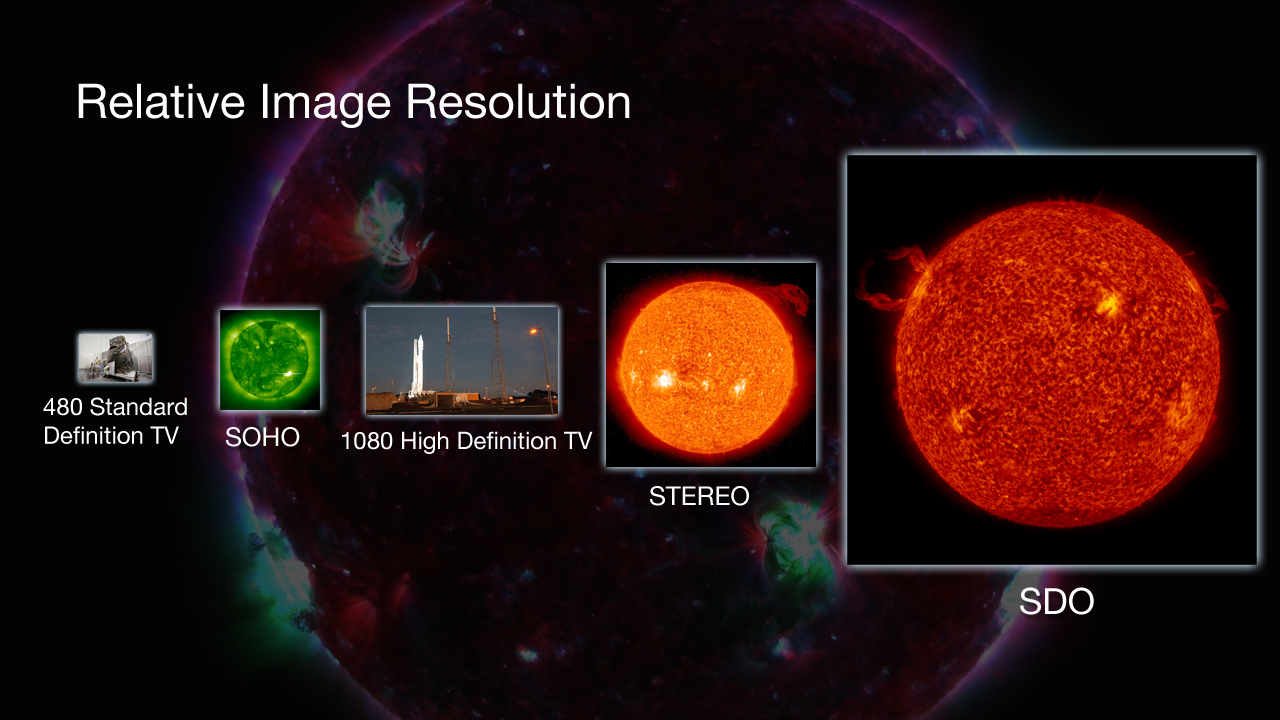
Résolution comparée des différentes générations d'observatoires solaires.

Les instruments scientifiques embarqués à bord de SDO permettent de : 
- Mesurer à une fréquence élevée l'irradiance du spectre du Soleil dans l'ultraviolet lointain.
- Mesurer l'effet Doppler dû aux variations de vitesse sur l'ensemble du disque visible.
- Effectuer des mesures à haute résolution du champ magnétique sur l'ensemble du disque solaire.
- Réaliser des photos à fréquence élevée de la chromosphère et de la couronne interne à différentes températures.
- Effectuer ces mesures durant une fraction significative du cycle solaire pour disposer de données sur les variations qui affectent le Soleil à différents moments de son cycle[10].

SDO emporte trois instruments :

### AIA

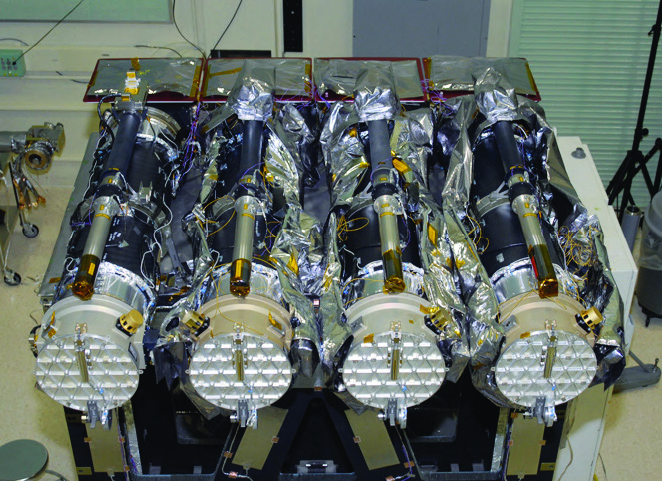
L'instrument AIA.

AIA (Atmospheric Imaging Assembly), permet de prendre des photos de l'atmosphère solaire dans 10 longueurs d'onde toutes les 10 secondes. Ces mesures permettent d'établir la relation entre les modifications à la surface du Soleil et en profondeur. La résolution du capteur est grandement améliorée par rapport aux missions précédentes d'études du Soleil SoHO et STEREO. Le capteur utilisé par les instruments AIA et HMI permet de prendre des images d'une résolution native de 4096 x 4096.

### HMI
HMI (Helioseismic and Magnetic Imager), est un instrument qui cartographie le champ magnétique et la vitesse de la surface du Soleil. Il s'agit d'un instrument aux capacités améliorées par rapport à celui embarqué sur SoHO/MIDI. Il produit quotidiennement des dopplergrammes (cartographie des vitesses de la photosphère), des photographies filtrées à large bande, et deux types de magnétogrammes (vectoriels ou dans la direction de l'observateur). L'instrument HMI produit un téraoctet de données quotidiennes.

### EVE
EVE (Extreme Ultraviolet Variablity Experiment), mesure l'irradiance dans l'ultraviolet lointain avec une précision et à une fréquence inédites. Les données obtenues doivent permettre de comprendre les variations dans le temps de l'activité solaire.

Instruments
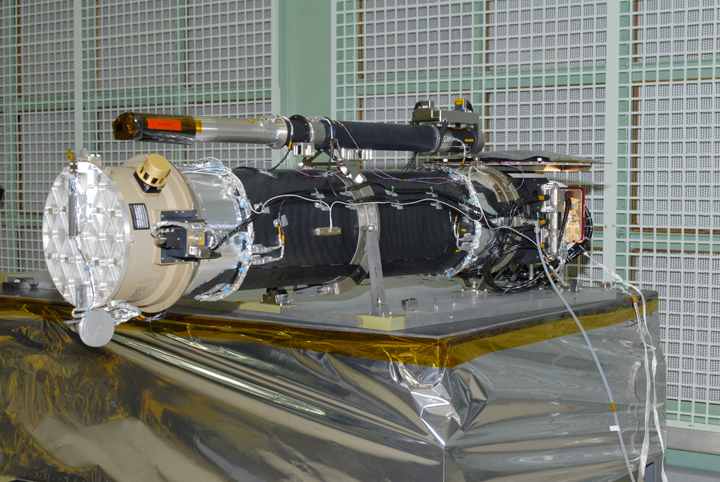
Détail d'un des télescopes de l'instrument AIA.
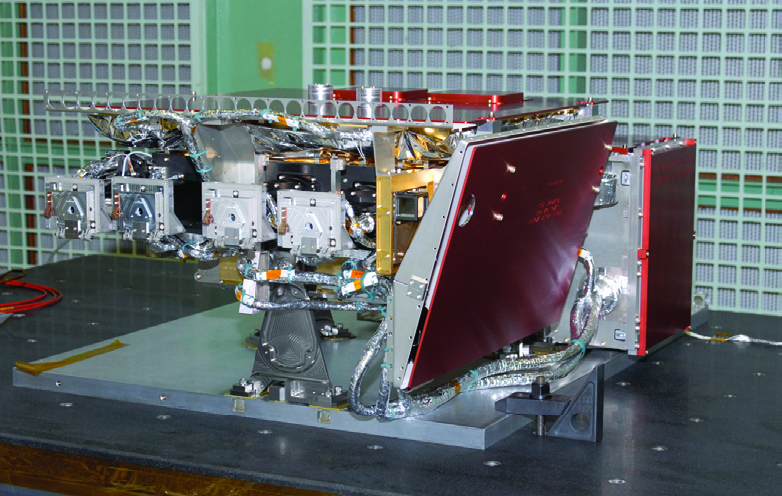
Instrument EVE.
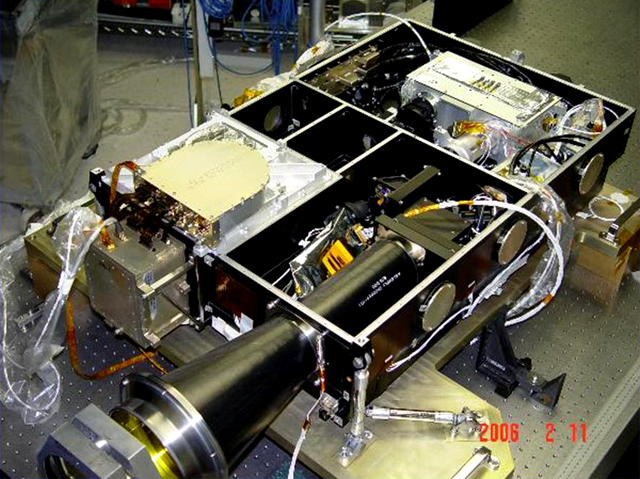
Instrument HMI.

## Segment sol
Le segment sol comprend cinq composants :
- La station terrienne SDOGS (SDO Ground Station) installée à White Sands (Nouveau-Mexique) dispose de deux antennes paraboliques de 18 mètres de diamètre fonctionnant dans les bandes Ka et S qui sont utilisées pour recevoir de manière continue les télémesures et les données scientifiques produites par SDO et lui transmettre les commandes.
- Le système de distribution DDS (Data Distribution System) également situé à  White Sands est chargé de réceptionnrt, convertir et distribuer les données aux différentes équipes en charge des instruments en quasi temps réel. Le DDS dispose également d'une capacité d'archivage de courte durée (30 jours). Il fournir les moyens de piloter le DDS et le SDOGS depuis le centre de contrôle.
- Le centre de controle de mission MOC (Missions Operations Center) est hébergé par le Centre de vol spatial Goddard. Les contrôleurs surveillent l'état de santé de SDO et contrôlent les opérations. Le MOC est également chargé de planifier les opérations menées par SDO, d'analyser les résultats et de calculer et transmettre les manoeuvres à effectuer pour maintenir l'orbite et l'orientation de SDO.
- Les  centres de contrôle des trois instruments SOC (Science Operations Center) sont hébergés dans chacun des établissements les ayant développés. Ils surveillent le fonctionnement des instruments et transmettent les commandes. Ils planifient les opérations scientifiques. Ils traitent les données produites, les analysent, les archivent et les distribuent à la communauté scientifique.
- Le réseau de communication terrestre GRN (Ground Communications Network) regroupe les liaisons en fibre optique qui connectent les différents établissements listés ci-dessus.

## Résultats
Les premières images ont permis d'obtenir des détails intéressants de l'activité solaire. L'étude des différences de températures à la surface du soleil est étudiée en utilisant le rayonnement dans l'ultraviolet. Le satellite a permis également de repérer plusieurs tornades solaires.

## Galerie

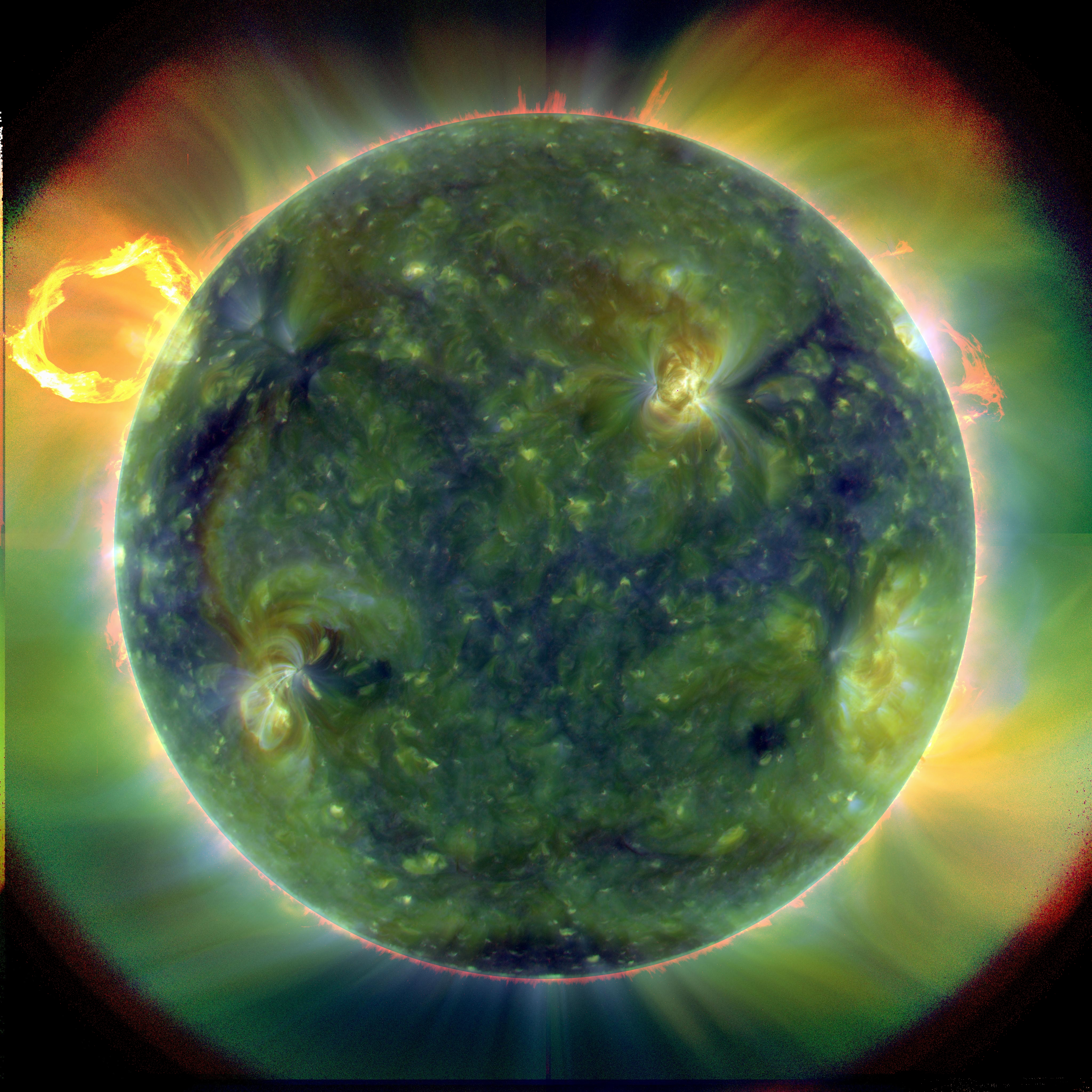
Le Soleil photographié dans l'ultraviolet.

Fabrication de SDO
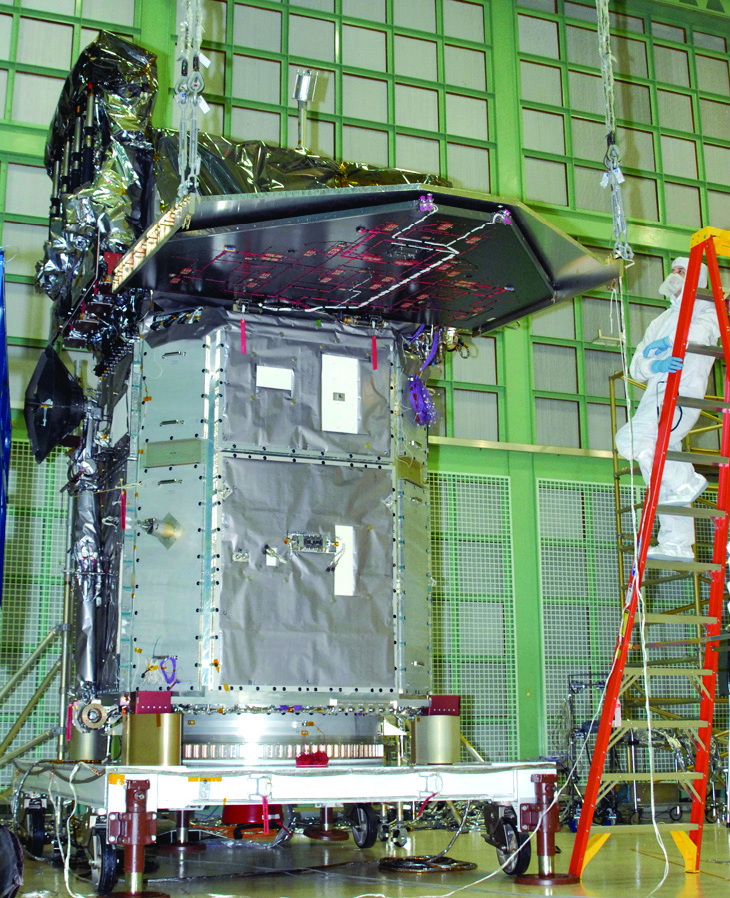
SDO en cours d'assemblage.
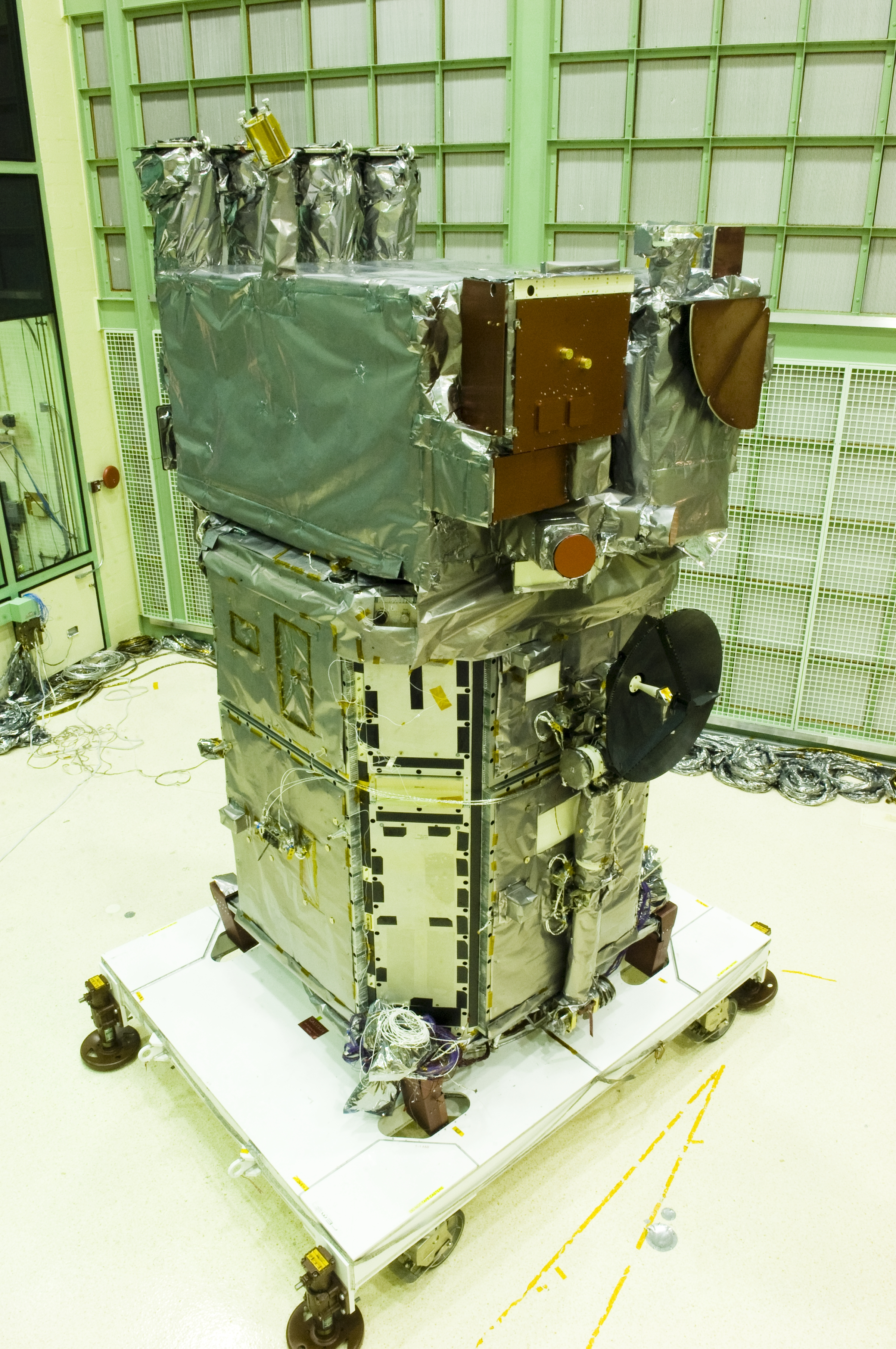
SDO en cours d'assemblage.
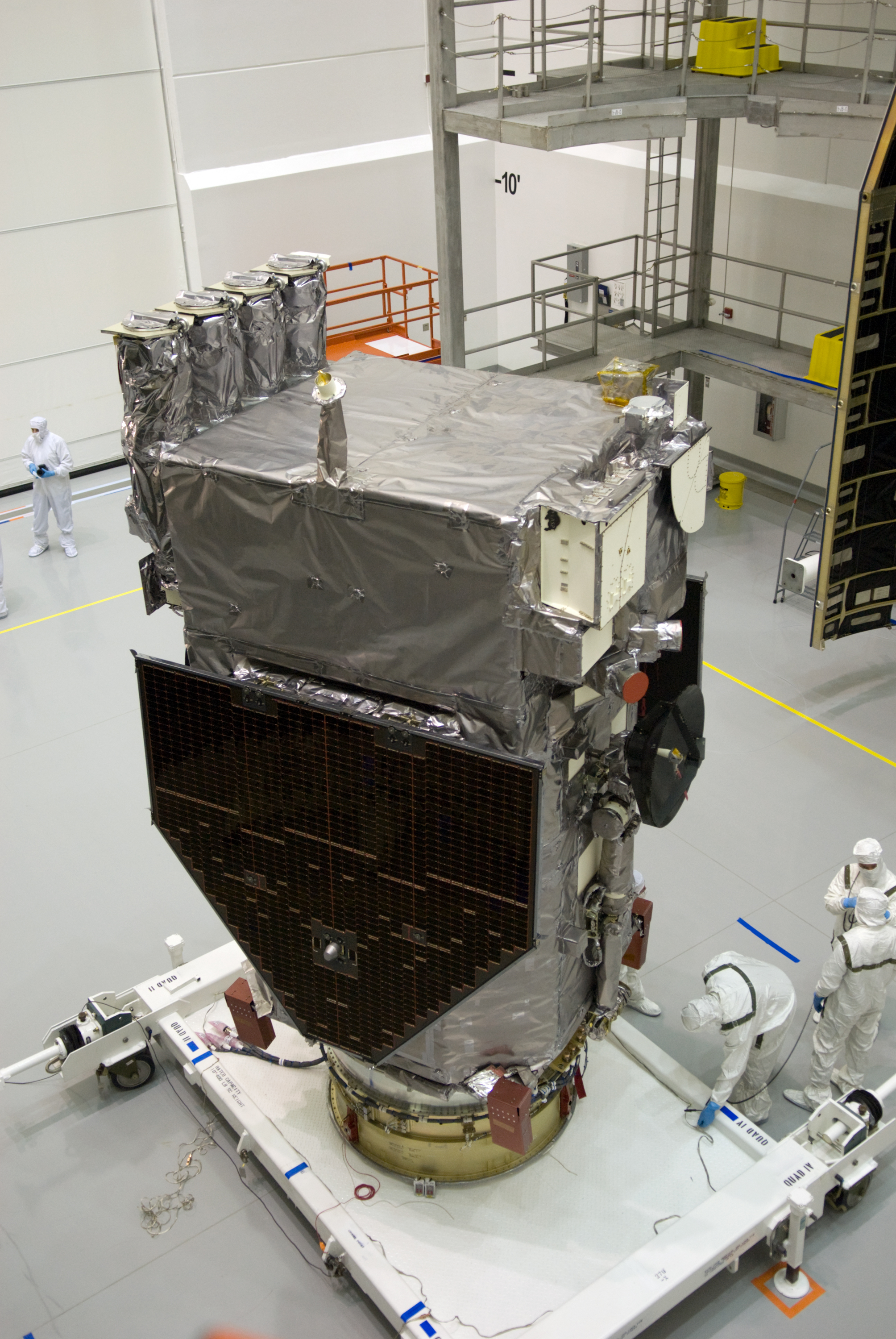
SDO peu avant lancement.